# Can Mainegre (Calella)
Can Mainegre és una obra de Calella (Maresme) protegida com a Bé Cultural d'Interès Local.

## Descripció
Casa construïda i ampliada durant els segles XVI-XVII.
Casa de cós entre mitgeres de planta rectangular de 5 m de façana per 12m de fondària i annex adossat a l'edificació principal fent cantonada destinada a magatzem o per guardar carruatges. De planta baixa i pis amb coberta a dues aigües, cal destacar el portal adovellat de punt rodó de l'entrada de l'habitatge al carrer del Raval i el portal de l'annex al carrer Bruguera d'arc rebaixat.
Els topalls de pedra existents a banda i banda a la part inferior de l'accés a l'annex ens fan pensar que servien per protegir el portal de les entrades i sortides dels carros.